# Eleonora Evi
Eleonora Evi (* 20. November 1983 in Mailand) ist eine italienische Politikerin von Europa Verde.

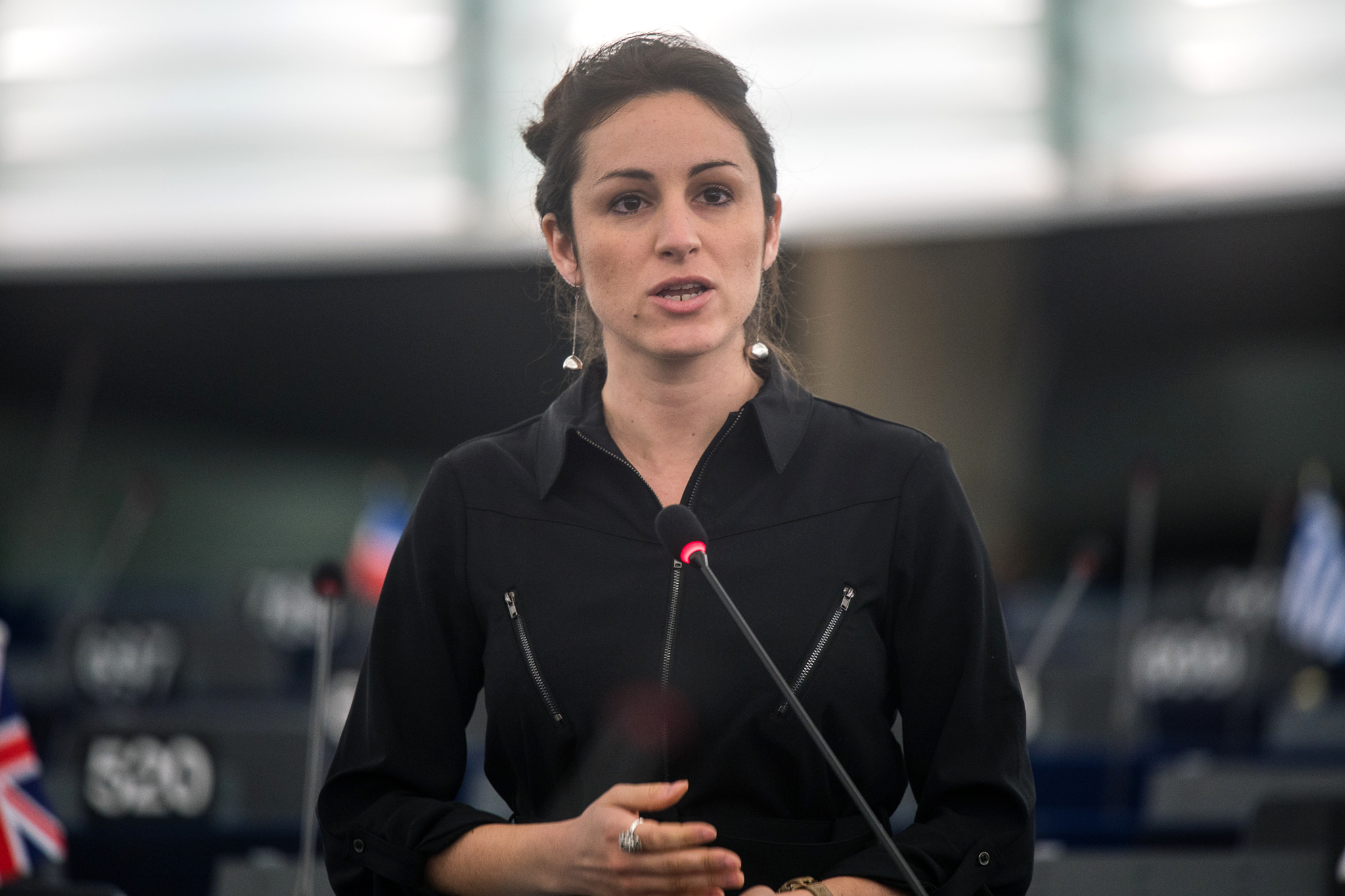
Evi bei einer Debatte zum Klimawandel im Europäischen Parlament

## Leben
Eleonora Evi absolvierte von 1997 bis 2002 die Sekundarschule, danach besuchte sie das naturwissenschaftliche Gymnasium Bertrand Russell in Mailand. Sie studierte von 2002 bis 2005 Produktdesign sowie von 2005 bis 2008 Industriedesign und schloss mit dem Master in Strategic Design ihr Hochschulstudium erfolgreich ab. Anschließend war sie bis 2014 Verantwortliche des Büros für internationale Beziehungen – Didaktikkoordinatorin für internationale Masterstudiengänge – Organisation, Management und Förderung von Aktivitäten mit Auslandsausrichtung. Parallel arbeitete sie in der Projektplanung und -beratung, war Verkaufsassistentin, zuständig für Corporate Identity und schließlich in einem Privatunternehmen für die Planung der Absatzförderung tätig.
Sie trat bei den Regionalwahlen in der Lombardei im Februar 2013 als Kandidatin ihrer Partei, der 5-Sterne-Bewegung, im Wahlkreis der Provinz Mailand, an. Das Ergebnis (340 Stimmen) lag unter der Grenze für einen Einzug in das regionale Parlament.
Evi ist seit 2014 Abgeordnete im Europäischen Parlament, ihre politische Partei wurde im nordwestitalienischen Wahlkreis mit 17.927 Stimmen gewählt. Im EU-Parlament arbeitet sie im Ausschuss für Umweltfragen, öffentliche Gesundheit und Lebensmittelsicherheit, im Petitionsausschuss und in der Delegation für die Beziehungen zur Volksrepublik China. Bei den Europawahlen im Mai 2019 wurde sie für eine zweite Amtszeit wiedergewählt.
Am 9. Dezember 2020 schloss Evi sich mit drei Kollegen der Fraktion Die Grünen/Europäische Freie Allianz an. Im April 2021 trat sie der Partei Europa Verde (Grünes Europa) bei. Bei den Parlamentswahlen in Italien 2022 erlangte sie einen Sitz in der Abgeordnetenkammer. Im Zuge dessen legte sie ihr Mandat im Europaparlament nieder.